# Escifato

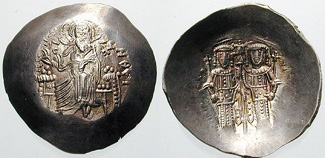
Escifato de Alejo III Ángelo (1195-1203). Moneda bizantina de un aspron de electro trachy, acuñada en Constantinopla. Peso: 4.97 gr.

Escifato es un término comúnmente usado en el campo numismático para referirse a las monedas cóncavas, en forma de cuencos o escudillas del Imperio bizantino, acuñadas entre los siglos xi y xiv, en cobre, plata, oro y sus aleaciones, como el vellón y el  electro.

## Características
Las razones de este tipo de emisiones no están claras, ya que obstaculizaron significativamente el proceso de fabricación al requerir una doble acuñación, aunque se señala que podría facilitarse mediante su apilamiento y, por lo tanto, su transporte a varios lugares del Imperio. 

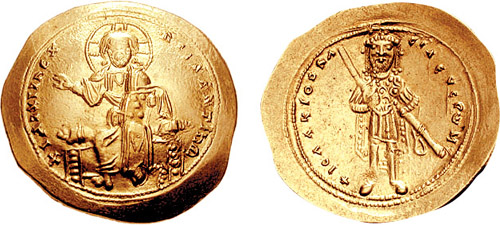
Escifato del emperador Isaac I Comneno (1057-1059). Histamenon nomisma de oro, acuñado en Constantinopla.

El uso de esta denominación se generalizó a lo largo del siglo XIX, aunque ya está documentado en documentos del sur de Italia en los siglos xi y xii, como una bula de Inocencio II (1130-1143). En cuanto a su etimología, se debate si su origen está en el griego σκύφος skyphos (“escudilla”, “cuenco”) o en la palabra árabe shafah (“canto”, “borde”), que se referiría al borde característico y prominente de los primeros especímenes de histamenon de oro.
Una denominación alternativa, también ampliamente utilizada para este tipo de monedas del Imperio Bizantino, es trachy (plural τραχέα, trachea), que significa “áspero” o "“desigual” y que se origina en la expresión griega νόμισμα τραχύ (nomisma trachy), y que generalmente aparece asociado con el nombre de algunas de estas monedas, como es el caso del hiperpirón trachy, el aspron trachy, etc.